# The Rolling Stones
 For alternative betydninger, se The Rolling Stones (flertydig). (Se også artikler, som begynder med The Rolling Stones)
The Rolling Stones er et engelsk rockband. Det blev dannet i London af Brian Jones og blev med tiden ledet af gruppens sangskriverpar, forsangeren Mick Jagger og guitaristen Keith Richards. Gruppen begyndte med at spille blues, R&B og rock'n'roll og senere fulgte andre genrer som country, reggae og disco.
Under den amerikanske turné i 1969 blev The Rolling Stones, der også ofte blot kaldes The Stones, introduceret som the World's Greatest Rock & Roll Band,, hvilket de ofte stadig gør. Bandet har udgivet over 30 album med deres egen musik og har haft 37 top-10 singler
I 1989 blev The Rolling Stones optaget i Rock and Roll Hall of Fame, og i 2004 blev bandet i magasinet Rolling Stone stemt ind som nummer fire på listen over de 100 greatest artists of all time. The Stones' image som usoignerede og tvære unge mænd bliver efterlignet af musikere den dag i dag. The Rolling Stones har solgt over 200 millioner album.

## Historie

### Grundlæggelsen 1960-1962
Keith Richards og Mick Jagger gik på Dartford Maypole County Primary School, hvor de var klassekammerater. I oktober 1961 løb de tilfældigvis ind i hinanden på en jernbanestation i Dartford. Keith stod med sin guitar, og Mick havde nogle blues-plader under armen. Sammen tog de hjem for at høre dem. Jagger gik på det tidspunkt på London School of Economics, og Richards gik på Sidcup Art School.
Sammen med deres fælles ven Dick Taylor dannede de bandet Little boy blues and the blue boys. The Stones' grundlægger og multikunstner, Brian Jones, og pianisten Ian Stewart var også aktive inden for musikken i London. Jones spillede sammen med The Ramrads and blues Inc og Alexis Korners Blues Incorporated. Jagger og Richards mødte Jones (og senere Charlie Watts) efter at have set en annonce i musikbladet The Melody Maker, som var indrykket af Alexis Korner. Han søgte efter en musiker til Blues Incorporated, der spillede i Ealing Club.
I juni 1962 kom bandet til at bestå af Mick Jagger, Keith Richards, Ian Stewart, Brian Jones, Dick Taylor og trommeslageren Tony Chapman. Gruppen tog navneforandring til The Rolling Stones efter blues-sangeren fra Chicago, Muddy Waters' sang.

### 1962-1965
Ud over Brian Jones, Mick Jagger, Keith Richards og Ian Stewart bestod gruppen oprindeligt af Dick Taylor på bas og forskellige trommeslagere som Mick Avory (senere med i The Kinks), Tony Chapman og Carlo Little samt guitaristen Geoff Bradford.
Den 12. juli 1962 spillede gruppen for første gang offentligt som The Rolling Stones. På scenen stod Mick Jagger, Keith Richards, Brian Jones, Ian Stewart på klaver, Dick Taylor på bas og Tony Chapman på trommer, selv om der nogle steder står, at det var Mick Avory.
Brian Jones havde en idé om, at bandet primært skulle spille Chicago-blues, men både Jagger og Richards sørgede for at få noget rock'n'roll ind i form af inspiration fra Chuck Berry og Bo Diddley.
Dick Taylor forlod bandet efter kort tid for at fortsætte skolen. Han dannede senere sit eget band The Pretty Things. Han blev erstattet af Bill Wyman (der havde sin egen forstærker), som officielt blev medlem i 1962. Guitaristen Geoff Bradford forlod bandet, før det begyndte at få succes.
I januar 1963 kom trommeslageren Charlie Watts til.
The Beatles kontaktede dem efter et show i London og hjalp dem med at skabe kontakt til manager Andrew Loog Oldham, og George Harrison opfordrede Decca Records til at skrive en kontrakt med dem. Det gjorde selskabet i maj 1963. The Stones' popularitet i England gav andre pladeselskaber mod til at skrive kontrakter med rhythm and blues-bands, et boom for genren.
Andrew Loog Oldham betragtede ikke Ian Stewart som et muligt teenageidol og fyrede ham. Selv om Stewart blev fyret, forsatte han med at indspille og optræde sammen med The Stones indtil sin død i 1985.
Efter kontrakten med Decca begyndte The Stones at turnere i Europa. Deres første turné i England var sammen med amerikanske stjerner som Ike og Tina Turner, Bo Diddley, The Ronettes, The Everly Brothers og Little Richard.
Den første turné viste The Stones' ændring fra et rhythm and blues-band til et mere poppet band. Det resulterede i en kraftig reduktion af de blues-sange, som bandet spillede live.
Opfølgeren til det første Rolling Stones-album, The Rolling Stones No. 2 (i USA hed det The Rolling Stones, Now!), indeholdt en del coversange, men også sange med sange af Jagger og Richards.
Bandet begyndte at turnere for store skarer skrigende teenagere. Mens de turnerede i Amerika, begyndte The Stones at indspille eksklusivt på "Chess Club" i Chicago og "CA Studios" i Los Angeles. Keith Richards udtalte bagefter i London, "at ingen kunne få den helt rigtige amerikanske lyd frem, som vi efterlyste."[kilde mangler]
På deres første turné i Amerika i juli 1964 optrådte de på alle mulige shows som for eksempel The Ed Sullivan Show. Sullivan udtalte, at han aldrig mere ville bandet med på showet, hvilket han dog ikke overholdt. Under deres optræden på The Dean Martin Show kom værten, Dean Martin, med jokes om bandet, specielt om bandmedlemmernes lange hår. Det fik mange også Bob Dylan til at sige, at de syntes at Dean skulle undskylde.

### 1965- 1969
Hjulpet på gled af Andrew Loog Oldham blev Jagger og Richards mere produktive og gruppen opnåede sin første topplacering på den britiske hitliste med parrets sang "The Last Time" i 1965.
Den amerikanske udgave af Out Of Our Heads indeholdt klassikeren "(I Can’t Get No) Satisfaction". Indtil da havde The Stones været mindre populære i USA end deres kollegaer The Beatles og The Dave Clark Five. "Satisfaction" markerede også det første af mange hitlisteførstepladser for The Stones.
Med albummet Aftermath i 1966 udgav The Stones deres første album alene med sange skrevet af Jagger og Richards. Aftermath indeholdt også den ca. tolv minutter lange sang "Going Home", der var den første af slagsen på et album, der var på hitlisterne.
I 1967 blev Jagger og Richards arresteret under en politirazzia i Keith Richards' hjem, Redlands Bust, under en fest, og de blev sigtet for besiddelse af stoffer. The Times bragte lederen "Who Breaks A Butterfly Upon A Wheel". Der stod, at straffene ikke ville havde været så hårde, hvis det havde været anonyme mennesker. Det endte med at de begge blev løsladt.
I maj 1967, kort efter retssagen med Jagger og Richards, blev Brian Jones anholdt for besiddelse af hash, kokain og metamfetamin. Han slap med en bøde og en betinget dom, men fik at vide at han skulle søge professionel hjælp.
Bandet begyndte straks at indspille en ny single "We Love You", som var en tak for alt den loyalitet, deres fans havde vist dem under retssagen. Sangen havde gæsteoptræden af John Lennon og Paul McCartney, og først i sangen lød fodtrin og en celledør der smækkede i. Rygtet siger, at det var hemmelige lydoptagelser fra fængslet i London, hvor Richards havde tilbragt en nat.[kilde mangler]
Gruppen arbejdede derefter på et nyt album, som Jagger regnede med skulle være bandets modstykke til The Beatles' album Sgt. Pepper's Lonely Hearts Club Band. Pladen, som blev udgivet under navnet Their Satanic Majesties Request blev optaget under vanskelige omstændigheder. Flere af bandets medlemmer levede under truslen om at komme i fængsel. Det hele blev så kaotisk, at det lykkes Bill Wyman at få en af sine egne sange med på albummet. Sangen "In Another Land" blev skrevet og sunget af ham selv.
Albummet fik en lunken modtagelse. Anmelderne havde set, at albummet og sangene ikke levede op til det, The Stones tidligere havde præsteret. Albummet lignede meget Sgt. Pepper's Lonely Hearts Club Band. Det gav mere kritik (selv fra John Lennon), der beskyldte The Stones for at ride på The Beatles' bølge.
Selv om Jagger stemplede albummet som "noget lort", viste mange numre forbedringer af Jaggers og Richards sange. Specielt sangen "2000 Light Years from Home" som Jagger skrev, mens han en kort var tid i fængsel.
Imidlertid kæmpede de to sangskrivere om at tage magten i bandet (og for Richards vedkommende også Anita Pallenberg) fra dets leder Brian Jones, hvis mentale stabilitet blev værre og værre.
Det personlige forhold mellem Jones og Keith Richards var ved at være tyndslidt, da de i maj 1968 udgav singlen "Jumpin' Jack Flash". Senere samme år kom albummet Beggars Banquet, der viste, at bandet ikke havde givet slip på bluesrødderne.
Til trods for spændingen mellem dem producerede Jagger og Richards sammen med Jimmy Miller, der var en producer på vej op, et af deres mest bemærkelsesværdig album med Beggars Banquet, med sange som "Sympathy for the Devil" og "Street Fighting Man". Det gav dem titlen som "Det Bedste Rock & Roll Band i Verden" .
Et øget misbrug gjorde Brian Jones mere og mere uberegnelig. Rock and Roll Circus blev et af hans sidste projekter. Han udeblev i stigende grad fra indspilningerne eller blev ikke inviteret til dem. Der blev lagt planer om at tage på turné til USA igen, men Jones kunne ikke få arbejdstilladelse.
Med et begrænset bidrag til Beggars Banquet og et endnu mindre til Let It Bleed blev han tvunget til at trække sig ud af bandet efter det berømte nattebesøg fra Jagger, Richards og Charlie Watts den 8. juni 1969. Han blev erstattet af den 20-årige jazz-inspirerede guitarist Mick Taylor, der kom fra John Mayall & the Bluesbreakers. Taylor aflagde prøve den 14. maj 1969 og blev præsenteret som medlem af bandet under en pressekonference den 13. juni i Hyde Park.
Brian Jones trak sig tilbage til sit hjem i Sussex, Cotch Farm. Huset havde tilhørt forfatteren af Peter Plys-bøgerne A.A. Milne. Han (Jones) forsatte med sit store forbrug af alkohol på pubben. Han planlagde også sit comeback ved at danne et nyt blues-band.
Inden en måned efter hans afgang fra gruppen og to dage inden The Rolling Stones skulle give en koncert i Hyde Park, blev han fundet druknet i sin swimmingpool omgivet af figurer fra Peter Plys- bøgerne. Selvom dødsårsagen officielt var drukning, bliver der stadig spekuleret om de mystiske omstændighed ved hans død.

### 1969 - 1972
Til trods for Brian Jones' pludselige død blev koncerten i Hyde Park afholdt foran 200.000 fans. Mick Jagger læste op af Percy Bysshe Shelleys "Adonais", og bagefter slap de hundredvis af sommerfugle ud som en hyldest til den døde guitarist.
Koncerten viste "The Stones" nye guitarist Mick Taylor, som Keith Richards bagefter påstod "måske spillede bedre end jeg gjorde".
Bandets optræden med nogle medlemmers misbrug af stoffer var kaotisk og blev optaget af Granada Television og vist på engelsk tv som "Stones In The Park".
Bandet havde lige udgivet deres første plade med det nye team med sangen "Honky Tonk Women". Den blev udgivet den 3. juli 1969 og faldt sammen med Brian Jones død, og blev nummer 1. i England.
Let It Bleed fulgte efter i december og blev hurtigt til en klassiker med sangene "Gimme Shelter", "You Can't Always Get What You Want" og et tilbageblik på deres rødder med nummeret af Robert Johnsons sang "Love in Vain".
I november begyndte de deres USA turné 1969. Det amerikanske publikum prøvede ikke længere at drukne musikken med skrigeri, men var blevet kritiske lytter.
Som Charlie Watts sagde, det var første gang de kunne høre, hvad det spillede.
Sammenspillet mellem Keith Richards og Mick Taylor (det blev i 2004-udgaven af "Guitarplayer Magazine", kåret som det bedste guitar duo nogle sinde) fungerede optimalt og beviste at de var stærke sammen.
I forsøget på at genskabe succesen fra Hyde Park og at tilbyde "The Stones" eget udstyr i en dag til det verdensberømte festival Woodstock, kulminerede turneen med Altamont Free Concert på den omtalte Altamant Speeway-bane, der lå omkring 65 km fra San Francisco. Koncerten blev en stor fiasko.
Grateful Dead havde forslået, at de skulle hyre den lokale Hells Angels (motorcykelklub) til at være "ikke personlige" vagter og fortalte "The Stones", at det var bedre at invitere dem end ikke at gøre det.
Englene blev hurtig beruset af de rigelige mængder gratis øl, og delte derfor ikke stemningen med de 300.000 koncertgæster. Kampen mellem fansene og vagterne nåede kogepunktet da Meredith Hunter, en ung afroamerikansk mand, blev banket og slukket ihjel af en af Englene efter at have trukket sit våben til forsvar under sangen "Under My Thumb". Koncerten fra Altamont, og mordet blev dokumenteret i Albert & David Maysles film "Gimme Shelter".
Selv om tureen i 1969 havde fået dårlig optale med Altamont, så de fleste stadig The Stones på toppen. Uden at være hæmmet af Brian Jones og med tilføjelsen af den jazz inspireret Taylor kunne det ikke være bedre. Deres producer Jimmy Miller kaldte dem for Det bedste hvide r’n’b band jeg endnu har set.
'Get Yar Ya- Yas Out!' blev det live albums navn som de udgav i forbindelse med tourneen. Den berømte kritiker Lester Bangs mente at det var et af de bedste live albums han havde hørt.
I 1969 udløb bandets kontrakt med Decca Records. Årene efter kontrakt med Decca havde gjort dem til internationale superstjerner, men de nægtede at skrive en ny kontrakt. De indspillede en sidste single for at opfylde de sidste krav. Det var singlen "Cocksucker Blues", som aldrig blev udgivet.
De forlod "Decca Records" for at danne deres eget pladeselskab. Sticky Fingers blev udgivet i marts 1971 og var det første album fra Rolling Stones Records. Det forsatte, hvor Let It Bleed havde sluppet med nogle af deres bedst kendte sange som "Brown Sugar", deres country inspireret "Wild Horses", den drømmeagtige "Moonlight Mile" og en version af Marianne Faithfulls sang "Sister Morphine", der handlede om hendes forhold til heroin.
Mick Taylor begyndte i stigende grad at arbejde sammen med Mick Jagger, hovedsagelig på grund af Richards stigende misbrug af stoffer: Jagger var irriteret over Keith upålidelighed.
Da Keith Richards problemer med stoffer voksede begyndte Mick Jagger, at søge andre omgangskredse. Han giftede sig med den nicaraguanske model Bianca Pérez-Mora Macías, og parrets jetset liv gjorde kløften mellem Richards og Jagger større.
Presset fra det engelske skattevæsen, fik deres nyansatte business-rådgiver Rubert Lowenstein, en society ven af Mick Jagger og efterkommer af Rothschild-familien, til at råde dem til at flytte til udlandet.
De besluttede at droppe England til fordel for Sydfrankrig. Bandets medlemmer skulle nu til at vænne sig til den nye livsstil. Med vekslende held.
Specielt Bill Wyman følte sig med det samme hjemme i sit nye hus på en bjergskråning og blev gode venner med Marc Chagall. Richards havde på den anden side blev i sit hus i London Cheyne Walk, og betalte ikke sine regninger før i sidste øjeblik.
I Frankrig lejede Richards efter et stykke tid en stor villa "'Villa Nellcöte og lejede værelser ud til de andre i bandet eller til dem, som hængte ud der.
Ved at bruge det mobile studie Rolling Stones Studio (nu ejet af Cantos Music Foundation) kunne de begynde at optage dobbelt albummet Exile On Main St. i Keith Richards kælderrum. De fik efter sigende deres elektricitet ved at stjæle den fra togstationen.
Stilen på albummet var i høj grad påvirket af det tidligere The Byrds- og The Flying Burrito Brothers-medlem Gram Parsons. Parsons var ven og drug-buddy med Keith Richards og han hang ofte ud i studiet under optagelserne. Som det var tilfældet med Byrds, lykkedes det Parsons at åbne Stones' øjne for countrymusikken, hvilket i høj grad inspirerede lyden. "Exile On Main St." blev ofte beskyldt for at være rodet, upoleret og usammenhængende. I dag betragtet albummet som et af bandets hovedværker.
Filmen, der blev lavet og delte navn med singlen "Cocksucker Blues", blev aldrig udgivet officielt, men det er en dokumentar om deres tour i 1973, Pacific Tour. Den viser dem i Nordamerika og for første gang i Japan og Australien.

### 1973 - 1974
Da albummet Exile On Main St. var færdigt lod Jagger de andre i bandet forstå, at han var mere interesseret i sit jetset liv og derfor ikke ville skrive opfølgeren. Deres album blev nu i stigende grad lavet stykke for stykke af forskellige bandmedlemmer på forskellige tidspunkter. For Jagger og Richards vedkommende når de fandt sammen og blev sammen længe nok til at lave noget.
Da det endelig blev færdigt havde albummet Goats Head Soup stærke sange som "Winter", Doo Doo Doo Doo Doo (Heartbreaker) og "Coming Down Again" sunget af Keith Richards, og det kendte hit "Angie". Mange troede at den handlede om David Bowies nye kone. Men i virkeligheden var det endnu en sang af Keith Richards om Anita Pallenberg.
Den populære ballade "Waiting on a Friend" blev også optaget samtidigt med Goats Head Soup, men blev først udgivet otte år efter på Tattoo You.
Under tilblivelsen af pladen kom der endnu en sag om stoffer, denne gang var det var fra tiden i Frankrig.
Med den europæiske tour i 1973 viste The Stones at de var i topform. Specielt Mick Taylor spillede strålende solo på sangen "Midnight Rambler" og "You Can’t Always Get What You Want" sammen med Keith Richards på rytmeguitar.
En liveoptagelse fra den 17. oktober i Bruxelles skulle være offentliggjort, men på grund af problemer, blev den det ikke.
I slutningen af 1973 tog de til Musicland i München for at indspille det næste album It's Only Rock 'n' Roll, som udkom i 1974. Der var endnu flere problemer. Deres normale producer Jimmy Miller blev bedt om at forlade studiet på grund af hans uberegnelighed og stofmisbrug.
Den nye plade blev den første, der kun var produceret af Jagger & Richards under titlen The Glimmer Twins. Både albummet og singlen af samme navn blev hits uden turneen.
Ved slutningen af 1974 begyndte Taylor at blive utålmodig over, at der ikke havde været nogle tour siden oktober 1973.
Bandet var nået dertil, at de ikke var i studiet samtidigt. Jagger begyndte at blive mere og mere rasende over Richards opførsel, der var blevet mere og mere uforudsigelig.
De andre medlemmer endte med at betale Richards regninger og bøder, som var kommet som følge af hans liv. Det endte med at hele bandet blev nægtet indrejse i flere lande, og dermed mistede de indtægt.
Taylor brugte en del tid sammen med Mick Jagger med at skrive og indspille sange, mens Richards ofte var fraværende.
Jagger lovede derfor Taylor, at han ville blive krediteret for nogle af sangene fra Goats Head Soup og It's Only Rock 'n' Roll. Da det ikke skete, og det viste sig, at der ikke var udsigt til turné i slutningen af 1974, og at der var et hold i München, der var klar til at begynde et nyt album, chokerede Taylor hele musikverdenen ved at annoncere at han forlod The Rolling Stones.

### 1974 - 1982
Resten af bandet begyndte at indspille næste album Black and Blue. De prøvede forskellige nye guitarister. De besluttede sig til sidst for Ron Wood. Wood havde tidligere bedt Mick Taylor om hjælp til sit soloalbum. Taylor begyndte derefter at hænge mere ud på The Wick, Ronnies hus, og en dag tog han Keith Richards med, som også blev venner med Wood. Mick Taylor og Ron Wood havde kendt hinanden siden de var teenagere. De spillede på de samme klubber i London med bands som The Gods og The Birds.
I 1974 var Wood stadig guitarist i bandet The Faces, hvor forsangeren Rod Stewart kort tid efter blev solist.
Wood havde allerede bidraget på It's Only Rock 'n' Roll, men hans første offentlige optræden blev i 1975-touren til Amerika. Det var ikke kun en ny guitarist The Stones kunne vise frem men også en ny scene. Udover deres normale scene var der desuden en gigantisk oppustelig fallos, og et reb som gjorde det muligt for Jagger at svæve hen over hovederne på publikummet. Dette gav anledning til endnu en skrid mellem Richards og Jagger. Den praktiske Richards mente at det ville tage fokusset væk fra musikken, men endnu en gang havde Jagger ramte rigtigt.
Snart blev den slags shows næsten obligatoriske for bands på tour i midten af 1970'erne. Andre artister der fulgte efter The Stones var Queen, Elton John og Kiss. Bandets tour blev i de efterfølgende år dyrere og mere detaljerede.
Selv om The Rolling Stones formåede at være populære i den første halvdel af 1970erne, begyndte anmelderne i stigende grad at være tilbageholdende over bandets produkter, og pladesalget faldt.
Dog havde Keith Richards andre ting at tænke over i 1977. Richards' heroinmisbrug havde taget overhånd.
Jagger havde valgt at optage et live album, Love You Live, i Toronto, fordi de ikke havde udgivet et live album siden 1970'ernes 'Get Yer Ya- Yas Out!'.
Alle de andre i bandet var kommet og ventede kun på Richards, så de sendte ham et telegram for at spørge, hvor han blev af. I mellemtiden var Richards og hans familie fløjet ind fra London. Han var blevet taget af den canadiske told med en brændt teske og hash. Næste dag havde politiet en arrestordre på Anita Pallenberg. RCMP (Royal Canadian Mounted Police) opdagede desuden 22 gram heroin på deres værelse. Anklagen lød på import af stoffer til Canada. Dket kunne give op til syv års fængsel. Senere blev det dog oplyst, at han havde anskaffet sig stofferne i landet.
Til trods for anholdelsen havde bandet to shows i Toronto, men der fik de mere ballade, da det blev afsløret, at den canadiske premierminister Pierre Trudeus nylige fraskilte kone var blevet set feste sammen med bandet efter et show.
Sagen mod Richards forsatte i over et år. Keith Richards fik til sidst en betinget dom og blev beordret til at give to gratis koncerter til fordel for lokal velgørenhed.
Det gav anledning til en af Richardss første musikalske projekter uden for The Rolling Stones (der kom mere da Jagger solokarriere begyndte), da han sammen med Wood dannede bandet The New Barbarians for at optræde i showet.
Det fik Richards til at gøre et sidste - heldigt - forsøg på at få sit stofmisbrug under kontrol. Det var også enden på hans forhold til Anita Pallenberg. Det havde været meget anspændt siden deres tredje barn (Tara) døde, og hun ikke fik styr på sit heroinmisbrug, mens Keith Richards kæmpede med at blive clean.
Mens Richards prøvede at få styr på sine juridiske og personlige problemer, forsatte Jagger sit jetsetliv. Han var tit gæst på Studio 54 i New York i selskab med modellen Jerry Hall.
Hans ægteskab med Bianca Jagger endte i 1977.
På det tidspunkt var punk rock begyndt at få stor indflydelse, og The Stones blev i større og større grad kritiseret for at være forfaldne aldrende millionærer, og deres musik blev betragtet som sløv eller ligegyldig.
The Clash forsanger Joe Strummer gik endda så langt som til i sin sang "1977", at synge Ingen Elvis, Beatles eller The Rolling Stones.
I 1978 lavede bandet albummet Some Girls, som blev deres første succes i flere år. Jagger og Richards så ud til at havde kanaliseret meget af den personlige uro, der omgav dem, til at lave noget virkelig kreativt.
Med den bemærkelsesværdige udtagelse af den disco inspireret "Miss You" (en hit single og fast nummer til live shows), og country balladen "Far Away Eyes" var alle sangene på albummet udstyret med hurtig guitar dreven rock and roll (motiveret af punk rock scenen). Der var også balladen "Beast of Burden" (som viste sammenspillet mellem Richards og Wood guitarene "som vævede sig ind i hinanden"), og albummet blev rost da det både var et klassisk Stones album og et sammendrag af slutningen af 1970'ernes trends.
Gruppens turné til USA i 1975var i trods beruset optræden en stor succes.
Men gruppen tog ikke på turné til Europa året efter, som de plejede hvert tredje år siden 1967.
De gik ind i 1980'erne med at begynde at lave 2'eren til Some Girls. Det var albummet Emotional Rescue, som udkom i midten af 1980'erne. Den var bygget op på samme musikalske måde som dens succesfulde forgænger, men manglede alligevel noget.
Indspilningerne af pladen blev efter sigende plaget af kaos, og Jagger og Richards forhold satte bundrekord. Keith Richards, der var blevet mere ædru end i de sidste ti år og var begyndt igen at tage kontrol over studiet, begyndte en magtkamp med Mick Jagger, der var blevet vant til at have ansvaret alene.
Selvom Emotional Rescue var på toppen på begge sider af Atlanten, blev den nedgjort af kritikerne for at være glansløs og selvmodsigende.
Tidligt i 1981 var gruppen frisk og besluttede sig for at tage på tour til USA samme år, selv om det ikke gav meget tid til at skrive og indspille et nyt album, for slet ikke at indøve det. Resultatet blev Tattoo You, der blev lavet af de ikke brugte og ikke færdiggjorte sange fra tidligere indspilninger (som "Waiting on a Friend" fra 1972 samtidigt med Goats Head Soup) og to helt nye sange "Neighbours" og "Heaven". Det havde også den meget populære single "Start Me Up" (først indspillet i 1975 som et reggae nummer, men ikke udgivet), der viste at Richards stadig var i stand til at skrive musik af samme kvalitet som ti eller femten år tidligere.
Nogle sange på albummet ("Waiting on a Friend" og "Tops") havde Mick Taylor som guitarist, da de brugte de gamle indspilninger, hvor han havde spillet, mens jazz saxofonisten Sonny Rollins spillede på "Slave" og "Waiting on a Friend".
Tattoo You blev godt modtaget af kritikerne der betegnede albummet som et solidt stykke arbejde.
I midten af 1981 begyndte bandet at øve sig til den nye turné i USA i Studio Instrument Rentals (SIR), der lå på West 52. Street og 8. Avenue i Manhattan Hell's Kitchen, det tidligere Cheetah Club. Mens de var i SIR optog The Stones musikvideoen "Start Me Up" i optagelse rummet nummer 1.
De optog også "Waiting on a Friend" i Manhattan omkring den tid. Deres American Tour 1981 var deres hidtil største, længste og mest farvestrålende til dags dato. De spillede på indendørs og udendørs stadier i over tre måneder, og det var den mest indbringende tour det år.
Nogle af deres shows blev filmet. Det resulterede i live albummet Still Life (American Concert 1981) fra 1981 og Hall Ashby koncertfilmen The Rolling Stones: Let’s Spend The Night Together fra 1982.
Midt i 1982 havde The Stones 20 års jubilæum. De tog på deres første Europæiske tour i over seks år og fik selskab af den tidligere The Allman Brothers Band pianist Chuck Leavell, der forsatte med at indspille og optræde med The Stones den dag i dag.
I slutningen af året underskrev de en multi-million dollar kontrakt med deres nye pladeselskab CBS Records.

### 1983- 1993
Gennem de tidlige og indtil midten af 1980erne begyndte Jagger og Richards forhold at vakle mere, og det kom til at gå ud over deres plader. Da bølgerne gik højest blev striden kaldt World War III i den engelske presse.
Undercover fra 1983 blev betragtet som bandets forsøg på at få The Rolling Stones lyd til at passe sammen med de trends der var på det tidspunkt.
Til trods for den positive kritik (Rolling Stone gav den fire en halv stjerne) blev albummet ikke godt modtaget af deres fans og solgte under forventning. Deres tilhørende videoer, som blev optaget i Mexico for at spare penge, fik også skarp kritik. Således blev videoen til "Undercover of the Night" kritiseret for at ligne et rigtigt attentat, og "Too Much Blood" for at være for meget inspireret af knivstikkeri på film og billeder.
The Stones havde underskrevet en ny kontakt med CBC Records i 1982, og Jagger havde desuden også underskrevet en kontrakt på et soloalbum. Den hidsige Richards så dette som et brud i forpligtelsen til bandet. Til trods for det udsendte Jagger sit første album i 1985.
Sidst på året lavede Bill Wyman en film, Rewind, som Mick Jagger hjalp til med. CBS udgav også en opsamlings-cd under samme navn Rewind, som var fra årene 1971- 1984.
For at gøre alting værre døde deres pianist, road manager og ven gennem mange år Ian Stewart af et hjerteanfald i 1985.
Ifølge Keith Richards betød Ian Stewarts død, at de mistede den, der havde holdt sammen på bandet. Jagger brugte mere tid på sin solokarriere end på The Stones. Derfor blev meget af materialet til albummet Dirty Work skrevet af Richards i samarbejde med Wood, til stor forskel fra de andre albums. Mick Jagger nægtede efterfølgende at tage på tour med dem på grund af helbredsproblemer hos Richards, Wood og Watts, der ikke var i stand til at turnere.
Da The Stones i 1987 modtog en Lifetime Achievement Award for at havde opnået så meget i musik, kritiserede Richards åbenlyst Jagger.
I 1988 udsendte Keith Richards så sit soloalbum, Talk Is Cheap, som han i første omgang havde nægtet at lave på grund af sin loyalitet til The Stones, men gjorde det alligevel, for han havde ikke andet at lave. I modsætning til Jaggers soloudspil, blev albummet modtaget godt af både fans og anmeldere.
Tidligt i 1989 blev hele The Rolling Stones med Mick Taylor, Ron Wood og Ian Stewart (posthumt) medlemmer af Rock and Roll Hall of Fame.
Efter at stykke tid aftog uvenskabet mellem Keith Richards og Mick Jagger, og de kunne begrave deres strid. Med en ny forståelse for hinanden begyndte de at indspille et nyt album som The Rolling Stones. Det blev Steel Wheels med singlerne "Mixed Emotions", "Rock and a Hard Place" og "Almost Hear You Sigh". "Continantal Drift" var med musik fra Jajouka, som i sin tid blev optaget af Brian Jones under turen til Nordafrika i 1967, hvor Keith Richards stjal kæresten Anita Pallenberg fra ham.
USA-turneen Steel Wheels var første gang The Stones var på tour i syv år (sidste gang var Europa touren i 1982), og det blev endnu en gang en af deres største.
Da touren nåede Europa i 1990 havde den skiftet navn til Urban Jungle. Optagelserne fra den blev i 1991 til live albummet Flashpoint. Live albummet havde også to nye sange, der var blevet indspillet i 1991. Det var hit singlerne "Highwire" og "Sex Drive".
Turneen blev den sidste for Bill Wyman, der efter års spekulationer til slut mistede interessen for at tage på turné og forlod officielt bandet i januar 1993. Han udgav selvbiografien Stone Alone.

### 1993- 1999
Efter Bill Wyman havde forladt The Stones forsatte bandet med de resterende fire, og i 1991 skrev de kontrakt med Virgin Records. Virgin genindspillede The Rolling Stones albums fra Sticky Fingers til Steel Wheels samt de tre live albums.
Desuden udgav de i 1993 Jump Back: The Best of The Rolling Stones som var en opsamlings cd der skulle tage over hvor Rewind (1971-1984) havde sluppet i 1984.
Sammen med The Stones pianisten Chuck Leavell begyndte de at indspille deres næste studiealbum i 1993. Charlie Watts blev bedt om at vælge den nye bassist. Han valgte den respektable Darryl Jones, som spillede på albummet Voodoo Lounge. Han spillede også på den verdensomspændende Voodoo Lounge Tour i 1994 – 1995. Voodoo Lounge blev lovprist af fans og anmeldere, selv om den hverken nåede samme status eller popularitet som The Stones-albums fra 1970'erne.
Under deres verdensturné optog de under forskellige shows, og resultatet blev livealbummet Stripped fra 1995 med coversang af Bob Dylans sang "Like a Rolling Stone", samt klassikere som "Shine a Light", "Sweet Virginia" og "The Spider and the Fly".
The Stones' sang "Start Me Up" blev brugt af Microsoft til deres styresystem Windows 95. The Stones havde aldrig før brugt deres sange til reklamer.
Ifølge legenden Microsoft grundlægger Bill Gates havde han spurgt Jagger, hvor meget rettighederne til sangen ville koste. I stedet for at afvise ham, havde Jagger svaret 14 millioner $, en sum, han selv syntes lød ekstrem høj. Men Gates accepterede tilbuddet.
I virkeligheden havde The Stones og Microsoft ligget i forhandlinger i over tre måneder, og til sidst var de enedes om et meget lavere tilbud end historien sagde.
The Stones havde så lavet en version uden den afgåede Bill Wyman for at slippe for at betale ham. Men Microsoft havde forlangt og fået den originale version.
Mange år efter i 1999 brugte Apple Computer "She's a Rainbow" til deres iMac. De blev sagsøgt af Andrew Loog Oldham, der hævdede at have copyright på den.
"Bittersweet Symphony" blev nomineret til en Grammy for bedste sang til ære for sangskriverne. Men på grund af problemer med copyright, blev det i stedet en Grammy til Mick Jagger & Keith Richards.
The Rolling Stones endte 1990'erne med albummet Bridges to Babylon, der kom i 1997, og det fik en blandet modtagelse. Albummet havde en ny bassist Doug Wimbish. Han blev tilbudt at blive fast bassist i bandet, men afslog og var derfor ikke med på turneen.
Darryl Jones blev hentet tilbage, og har været sammen med bandet lige siden.
Til trods for den mislykkede single "Anybody Seen My Baby?" blev salget det samme som af de foregående plader. Men Bridget To Babylon Tour blev en stor succes i Europa, Nordamerika og mange andre steder.
Der kom igen et live album No Security, og denne gang var alle på nær to, ("Live with Me" og "The Last Time"), aldrig blevet udgivet før på noget livealbum.

### 2000-
I 2002 udgav The Rolling Stones et greatest hits album, Forty Licks, der strakte sig over hele deres karriere. Det indeholdt også fire nye sange indspillet af Mick Jagger, Keith Richards, Charlie Watts, Wood, Leavell og Jones. Samme år kårede Q Magazine The Rolling Stones som et af de 50 bands man burde se inden man døde , og Licks Touren i 2002 – 2003 gav folk mulighed for det. Den 30 juli 2003 tog de til Toronto, Ontario, Canada hvor de afholdt en koncert som en hjælp til byen, der havde lidt fysisk og psykisk under SARS epidemien. Der var over 400.000 mennesker til den koncert. Den 4. november 2003 spillede bandet for første gang overhovedet i Hong Kong som et led i deres Harboue Fest, også på grund af SARS.
På Mick Jaggers fødselsdag (26. juli 2005) afslørede bandet navnet på deres nye album A Bigger Bang, der udkom den 6. september og fik en flot modtagelse, inklusiv en lang artikel i Rolling Stone (der tit bliver set som bandets støtte). Albummet har sangen "Sweet Neo Con", som længe var en af The Stones' mest kontroversielle sange. Sangen var skrevet af Mick Jagger som en kritik af den amerikanske nykonservatisme. Sangen blev næsten taget af albummet på grund af protester fra Richards, der foretrak musik uden indflydelse fra politik eller aktuelle emner, fordi han mente at sådan sange ville skabe problemer.
Turneen A Bigger Bang begyndte i august 2005 og besøgte lande som Nordamerika, Sydamerika og flere steder i Asien. De spillede gratis foran et ca. 1.5 millioner mennesker på Copacabana i Rio de Janeiro.
I slutningen af 2005 satte touren ny rekord med $162 millioner i indtægt, og slog dermed den tidligere rekord der var sat i Nordamerika også at The Stones i 1994.
Efter en koncert i 2006 blev Keith Richards fløjet på hospitalet i maj 2006 for at få fortaget en hjerneoperation efter tilsyneladende at være faldet ned fra en kokospalme på øen Fiji. Det resulteret i seks ugers hvile for ham, og bandet måtte udskyde deres tour i Europa. Næste måned blev det sagt, at Ron Wood lå på en afvænningsklinik på grund af sit alkoholmisbrug. Derfor måtte koncerten i Danmark udskydes. Den 3. september 2006 optrådte The Stones så for ca. 86.000 tilskuere i Horsens. Koncerten var den sidste optræden på gruppens A Bigger Bang-turné i Europa.
I 2006 blev A Bigger Bang kåret som den mest indbringende tour overhovedet med en indtægt på $437 millioner. Den nordamerikanske tour ($138,5 millioner) fik dem ind på en tredjeplads over de mest indbringende turneer. Kun overgået af deres egen i 2005 ($162 millioner), og U2 ($138,5 millioner).
The Stones tog igen på turné til Europa i 2007, og endnu engang gæstede de Danmark. Denne gang var koncerten i Parken.

## Diskografi
- The Rolling Stones (1964)
- 12 X 5 (1964)
- The Rolling Stones No. 2/The Rolling Stones, Now! (1965)
- Out of Our Heads (1965)
- December's Children (And Everybody's) (1965)
- Aftermath (1966)
- Between the Buttons (1967)
- Their Satanic Majesties Request (1967)
- Beggars Banquet (1968)
- Let It Bleed (1969)
- Sticky Fingers (1971)
- Exile on Main St. (1972)
- Goats Head Soup (1973)
- It's Only Rock 'n' Roll (1974)
- Black and Blue (1976)
- Some Girls (1978)
- Emotional Rescue (1980)
- Tattoo You (1981)
- Undercover (1983)
- Dirty Work (1986)
- Steel Wheels (1989)
- Voodoo Lounge (1994)
- Bridges to Babylon (1997)
- A Bigger Bang (2005)
- Blue & Lonesome (2016)
- Hackney Diamonds (2023)